# Anka Ptaszkowska
Hanna (Anka) Ptaszkowska (ur. 1935 w Warszawie) – polska krytyczka sztuki, dziennikarka, współzałożycielka Galerii Foksal.

## Życiorys
Studiowała historię na Uniwersytecie Warszawskim, została usunięta ze studiów w okresie stalinizmu. Następnie studiowała historię sztuki na Katolickim Uniwersytecie Lubelskim. Jej praca magisterska z historii sztuki, pisana pod kierunkiem Jacka Woźniakowskiego, była poświęcona twórczości Tadeusza Kantora. Działała w lubelskim środowisku Grupy Zamek. Przeprowadziła się do Warszawy pod koniec lat 50. XX wieku i związała się tamże z Galerią Krzywego Koła (zob. Klub Krzywego Koła). Poślubiła rzeźbiarza Edwarda Krasińskiego, z którym ma córkę Paulinę Krasińską. Mieszkała z mężem w domu zbudowanym przez jej matkę w Zalesiu od 1962 roku.
Założyła Galerię Foksal w Warszawie z Włodzimierzem Borowskim i Mariuszem Tchorkiem w 1966 roku. Współprowadziła tę galerię do 1970 roku, a następnie przeprowadziła się na stałe do Paryża, gdzie mieszkała z drugim mężem, fotografem Eustachym Kossakowskim. Była kuratorką jego wystawy 6 mètres avant Paris (pol. 6 metrów przed Paryżem). We Francji założyła galerię konceptualną, współpracowała z polskim emigracyjnym środowiskiem artystycznym, a po 1989 roku działała w zakresie organizacji i krytyki w Polsce. Dzięki jej zaangażowaniu Muzeum Sztuki w Łodzi pozyskało zbiór prac amerykańskich artystów.
Muzeum Sztuki Nowoczesnej w Warszawie zorganizowało w 2023 roku wystawę pt. Anka Ptaszkowska. Przypadkiem, na której zaprezentowano prace artystów, z którymi współpracowała i przyjaźniła się.
Anna Molska nakręciła o niej film dokumentalny pt. Wyobraźcie sobie, że istnieje prawda w sztuce.

## Dorobek
Początkowo publikowała w lubelskich „Strukturach”, wkładce do „Kameny”. Jej pierwszy artykuł z 1959 roku pt. Klasyka czy awangarda? omawiał twórczość Henryka Stażewskiego. Po przeprowadzce do Warszawy publikowała w dodatku „itd” do „Wiadomości Plastycznych”. Interesowała ją sztuka eksperymentalna i odwołująca się do radykalnej awangardy. Jej zdaniem sztuka winna być radykalna, zaangażowana i zmieniać świat, swoje podejście przedstawiła w tekście pt. Czy istnieje w Polsce ruch artystyczny?, który powstał w 1968 roku. Sama nie uważała się za artystkę.
Publikacje książkowe:
- Wierzę w wolność, ale nie nazywam się Beethoven (Słowo/obraz terytoria, 2010)[7]
- Dom w Zalesiu i jego pobocza (2023)[8]